# Păulian, Arad
Păulian este un sat în comuna Buteni din județul Arad, Crișana, România. Este situat pe Valea Crișului Alb.

## Istoric
Prima atestare documentară datează din anul 1552.
Înregistrat sub denumirea de "Gosd", ulterior "Govosdia/Govojdia" și Paulian, în timpul epocii comuniste, satul primește denumirea de "Livada", nume derivat din activitatea economică principală a localității, una predominant agrară, evidențiată fiind ramura de pomicultură.
Denumirea actuala a localității, "Paulian", cea adoptata de localnici în  anul 1919, a fost preluată onorific, în cinstea generalului cu același nume, Generalul Paulian.
.